# Stripped (Christina-Aguilera-Album)
Stripped ist das dritte englischsprachige Studioalbum von Christina Aguilera nach My Kind Of Christmas und wurde am 8. Oktober 2002 veröffentlicht. Es erreichte die Top 5 der amerikanischen sowie der englischen Albumcharts. In Deutschland blieb das Album 5 Wochen in den Top 10. Der Arbeitstitel der CD lautete Listen, aber Aguilera änderte den Namen im letzten Moment.

## Kontroversen
Der Song Make Over geriet zu einer Streitfrage, als Kritiker auf die Ähnlichkeit zu dem Titel Overload der Sugababes aus dem Jahre 2000 hinwiesen. Bei der ursprünglichen Veröffentlichung des Albums waren Aguilera und Perry als die Songschreiber angegeben worden, aber einige Zeit später gab die ASCAP die Songschreiber der Sugababes, Jonathan Lipsey, Felix Howard, Cameron McVey und Paul Simm, als Mitautoren an. Bei der Veröffentlichung der DVD Stripped Live in the UK war dieser Titel nicht enthalten.
Dirrty
Erstmals zeigte Aguilera mit dem Musikvideo zu dem Remake von Patti LaBelles Titel Lady Marmalade aus dem Jahre 1975 ein gewagteres Image. In dem Video zu diesem Titel aus dem Filmmusical Moulin Rouge waren Aguilera und ihre Partnerinnen P!nk, Mýa und Lil’ Kim in Reizwäsche gekleidet.
Im August 2002 verbreitete sich das Video zu Dirrty, der ersten ausgekoppelten Single, im Internet. Dabei handelte es sich um einen durch Hip-Hop beeinflussten Song, der auf Redmans Single Let’s Get Dirty (I Can’t Get in da Club) aus dem Jahre 2001 basiert. Redman rappt einen Vers des Titels.
Das Video zeigt Aguilera in einer improvisierten Underground-Boxarena aufreizend gekleidet und provokativ tanzend. Sie trägt einen extrem kurzen Minirock, was ihr Kritik von Musikerkollegen und den Massenmedien eintrug. In Europa war das Video in den meisten Fernsehkanälen unzensiert zu sehen, aber in den USA und mehreren Staaten Asiens wurde das Video geschnitten und die gewagteren Szenen entfernt worden. In Thailand wurde das Video nicht gezeigt, da in einer Szene Plakate in thailändischer Sprache auf den Sextourismus in Thailand anspielten. So waren dort unter anderem die Worte „Junge minderjährige Mädchen“ und „Thailands Sextourismus“ zu lesen. Der Regisseur des Videos, David LaChapelle und die Produzenten gaben später an, vom Inhalt des Plakates nicht informiert gewesen zu sein und entschuldigten sich.

## Titelliste
| #   | Titel                                 | Autoren                                                  |      |
| --- | ------------------------------------- | -------------------------------------------------------- | ---- |
| 1.  | Stripped Intro                        | Aguilera                                                 | 1:39 |
| 2.  | Can’t Hold Us Down (feat. Lil’ Kim)   | Aguilera, Matthew Morris, Scott Storch                   | 4:15 |
| 3.  | Walk Away                             | Aguilera, Morris, Storch                                 | 5.47 |
| 4.  | Fighter (feat. Dave Navarro, Gitarre) | Aguilera, Storch                                         | 4:05 |
| 5.  | Primer Amor (Interlude)               | Aguilera                                                 | 0.53 |
| 6.  | Infatuation                           | Aguilera, Morris, Storch                                 | 4:17 |
| 7.  | Loves Embrace (Interlude)             | Aguilera                                                 | 0:46 |
| 8.  | Loving Me 4 Me                        | Aguilera, Morris, Storch                                 | 4:36 |
| 9.  | Impossible                            | Alicia Keys                                              | 4:14 |
| 10. | Underappreciated                      | Aguilera, Morris, Storch                                 | 4:00 |
| 11. | Beautiful                             | Linda Perry                                              | 3:58 |
| 12. | Make Over                             | Aguilera, Perry                                          | 4:12 |
| 13. | Cruz                                  | Aguilera, Perry                                          | 3:49 |
| 14. | Soar                                  | Aguilera, Heather Holley, Rob Hoffman                    | 4:45 |
| 15. | Get Mine, Get Yours                   | Balewa Muhammad, Aguilera, David Siegel, Steve Morales   | 3:44 |
| 16. | Dirrty (feat. Redman)                 | Aguilera, D. Stinson, Muhammad, R. Noble, Jasper Cameron | 4:58 |
| 17. | Stripped Pt. 2                        | Aguilera                                                 | 0:45 |
| 18. | The Voice Within                      | Aguilera, Glen Ballard                                   | 5:04 |
| 19. | I’m OK                                | Aguilera, Perry                                          | 5:18 |
| 20. | Keep on Singin’ My Song               | Aguilera, Storch                                         | 6:29 |

## Singleauskopplungen
| Jahr | Titel              | Höchstplatzierung, Gesamtwochen, AuszeichnungChartplatzierungen (Jahr, Titel, , Platzierungen, Wochen, Auszeichnungen, Anmerkungen) | Höchstplatzierung, Gesamtwochen, AuszeichnungChartplatzierungen (Jahr, Titel, , Platzierungen, Wochen, Auszeichnungen, Anmerkungen) | Höchstplatzierung, Gesamtwochen, AuszeichnungChartplatzierungen (Jahr, Titel, , Platzierungen, Wochen, Auszeichnungen, Anmerkungen) | Höchstplatzierung, Gesamtwochen, AuszeichnungChartplatzierungen (Jahr, Titel, , Platzierungen, Wochen, Auszeichnungen, Anmerkungen) | Höchstplatzierung, Gesamtwochen, AuszeichnungChartplatzierungen (Jahr, Titel, , Platzierungen, Wochen, Auszeichnungen, Anmerkungen) | Anmerkungen                                           |
| Jahr | Titel              | DE | AT | CH | UK | US | Anmerkungen                                           |
| ---- | ------------------ | --- | --- | --- | --- | --- | ----------------------------------------------------- |
| 2002 | Dirrty             | DE4 Gold · (18 Wo.)DE | AT5 (21 Wo.)AT | CH3 Gold · (25 Wo.)CH | UK1 Platin · (10 Wo.)UK | US48 Platin · (20 Wo.)US | Erstveröffentlichung: 14. September 2002 feat. Redman |
| 2002 | Beautiful          | DE4 (11 Wo.)DE | AT5 (15 Wo.)AT | CH7 (21 Wo.)CH | UK1 Platin · (14 Wo.)UK | US2 ×2Doppelplatin · (27 Wo.)US | Erstveröffentlichung: 16. November 2002               |
| 2003 | Fighter            | DE13 (9 Wo.)DE | AT12 (13 Wo.)AT | CH11 (15 Wo.)CH | UK3 Gold · (15 Wo.)UK | US20 ×2Doppelplatin · (20 Wo.)US | Erstveröffentlichung: 13. März 2003                   |
| 2003 | Can’t Hold Us Down | DE9 (14 Wo.)DE | AT13 (17 Wo.)AT | CH11 (26 Wo.)CH | UK6 Silber · (10 Wo.)UK | US12 (20 Wo.)US | Erstveröffentlichung: 8. Juli 2003 feat. Lil’ Kim     |
| 2003 | The Voice Within   | DE13 (11 Wo.)DE | AT7 (18 Wo.)AT | CH3 (16 Wo.)CH | UK9 (10 Wo.)UK | US33 (16 Wo.)US | Erstveröffentlichung: 26. Oktober 2003                |

## Kommerzieller Erfolg

### Chartplatzierungen
In Deutschland wurde Stripped zu Christina Aguileras erstem Top-10-Album, da es gleich auf Platz 8 einstieg und in der 13. Woche Platz 6 erreichte. Stripped schaffte es in der ersten Woche in den USA bis auf Rang 2 (die höchste Position) mit 330.000 verkauften Platten. Das Album konnte sich nicht lange in den oberen Rängen der amerikanischen Charts halten und stürzte schnell ab. In Großbritannien stieg das Album auf Platz 19 ein und erreichte später Platz 2.
In der Schweiz erreichte das Album Platz neun, in Österreich erreichte das Album Platz zehn. In Australien stieg das Album auf Platz 33 ein und erreichte später Platz sieben.
| ChartsChartplatzierungen       | Höchstplatzierung | Wochen |
| ------------------------------ | ----------------- | ------ |
| Deutschland (GfK)              | 6 (77 Wo.)        | 77     |
| Österreich (Ö3)                | 10 (76 Wo.)       | 76     |
| Schweiz (IFPI)                 | 9 (76 Wo.)        | 76     |
| Vereinigte Staaten (Billboard) | 2 (79 Wo.)        | 79     |
| Vereinigtes Königreich (OCC)   | 2 (112 Wo.)       | 112    |

| ChartsJahrescharts (2002)      | Platzierung |
| ------------------------------ | ----------- |
| Vereinigte Staaten (Billboard) | 122         |

| ChartsJahrescharts (2003)      | Platzierung |
| ------------------------------ | ----------- |
| Deutschland (GfK)              | 16          |
| Österreich (Ö3)                | 31          |
| Schweiz (IFPI)                 | 54          |
| Vereinigte Staaten (Billboard) | 10          |
| Vereinigtes Königreich (OCC)   | 3           |

| ChartsJahrescharts (2004)      | Platzierung |
| ------------------------------ | ----------- |
| Deutschland (GfK)              | 68          |
| Schweiz (IFPI)                 | 88          |
| Vereinigte Staaten (Billboard) | 143         |
| Vereinigtes Königreich (OCC)   | 65          |

### Auszeichnungen für Musikverkäufe
Weltweit verkaufte sich das Album mehr als 13 Millionen Mal.
| Land/Region                  | Auszeichnungen für Musikverkäufe (Land/Region, Auszeichnung, Verkäufe) | Verkäufe    |
| ---------------------------- | ---------------------------------------------------------------------- | ----------- |
| Argentinien (CAPIF)          | Platin                                                                 | 40.000      |
| Australien (ARIA)            | 4× Platin                                                              | 280.000     |
| Brasilien (PMB)              | Gold                                                                   | 50.000      |
| Dänemark (IFPI)              | Platin                                                                 | 40.000      |
| Deutschland (BVMI)           | 2× Platin                                                              | 600.000     |
| Europa (IFPI)                | 3× Platin                                                              | (3.000.000) |
| Italien (FIMI)               | Gold                                                                   | 50.000      |
| Japan (RIAJ)                 | Gold                                                                   | 100.000     |
| Kanada (MC)                  | 4× Platin                                                              | 400.000     |
| Mexiko (AMPROFON)            | Gold                                                                   | 75.000      |
| Neuseeland (RMNZ)            | 2× Platin                                                              | 30.000      |
| Niederlande (NVPI)           | Platin                                                                 | 80.000      |
| Norwegen (IFPI)              | Platin                                                                 | 40.000      |
| Österreich (IFPI)            | Platin                                                                 | 40.000      |
| Schweden (IFPI)              | Platin                                                                 | 60.000      |
| Schweiz (IFPI)               | Platin                                                                 | 40.000      |
| Spanien (Promusicae)         | Gold                                                                   | 50.000      |
| Ungarn (MAHASZ)              | Platin                                                                 | 20.000      |
| Vereinigte Staaten (RIAA)    | 5× Platin                                                              | 5.000.000   |
| Vereinigtes Königreich (BPI) | 7× Platin                                                              | 2.100.000   |
| Insgesamt                    | 5× Gold · 35× Platin ·                                                 | 9.105.000   |

Hauptartikel: Christina Aguilera/Auszeichnungen für Musikverkäufe